# Мазярня Ваврикова
Мазярня Ваврикова (деколи пол. Mażiarnia Wawrzkowa) — колишнє польське село в Україні, у Буському районі Львівської області. Розташовувалося між Грабовою і Полоничною.

## Історія
Щонайменше з 1860 року було присілком села Грабова, входило до Буського повіту Золочівського округу Тернопільського воєводства.
Наприкінці XIX століття тут розташовувався будинок лісничого та працювала фабрика з виготовлення терпентину (скипідару). Село було також відоме своїми торфовищами.
Згідно з переписом населення Австро-Угорщини станом на 31 грудня 1890 року Мазярня Ваврикова складалася з двох адміністративних одиниць: хутора (нім. Weiler, пол. wólka), який входив до складу ґміни Грабова  (46 будинків) та однойменного маєтку (нім. Gutsgebiet, пол. obszar dworski), який був окремою адміністративною одиницею (3 будинки) і не входив у склад жодної ґміни. Цей же перепис подає, що на той час в Мазярні Вавриковій мешкало 342 особи (329 на хуторі та 13 в маєтку), серед яких було 79 вірних греко-католицького віросповідання (78 на хуторі, 1 у маєтку), 253 римо-католицького (242 на хуторі, 11 у маєтку) та 10 юдеїв (9 на хуторі, 1 у маєтку). При цьому 31 мешканець хутора вказав, що його рідна мова українська (русинська), а 311 (298 з хутора, 13 з маєтку) — польська.
Згідно з переписом населення від 1921 року в селі мешкало 384 людини, з них 322 римо-католики, 59 греко-католиків та 3 юдеї. 377 назвали себе поляками, 4 — українцями, 3 — євреями.
За часів Польської Республіки до 1934 року село було самоврядною громадою у Камінецькому повіті Тернопільського воєводства. У зв'язку з адміністративною реформою 1 серпня 1934 року село було включене до новоутвореної сільської ґміни Грабова того ж повіту і того ж воєводства.
Станом на січень 1939 року населення становило 410 осіб, з них: 60 українців та 350 поляків.
З документів УПА відомо, що 17 березня 1944 року поблизу села були виявлені закатовані тіла трьох людей, які до того пропали з Язениці Руської.
Через тиждень, 25 березня, УПА вбило в селі 22 поляків, за іншими даними — було 30 загиблих. За свідченнями очевидців, село було спалене, а жителі, рятуючись, втікали у довколишні села. В документах УПА відзначається, що жителі спалених земель почали масово втікати до міста, а звідти — далі на Захід. В цей же період були спалені інші польські села на території Камінецького повіту: Вальки, Мазярня Гоголева, Павуки, Бербеки, Турки, Мазярня Кам'янецька, Язениця Польська.
Так Мазярня Ваврикова перестала існувати.